# 列 (分類学)
列（れつ、英: series、ラテン語: series）は、リンネ式階層分類体系における階級（ランク）の1つである。国際藻類・菌類・植物命名規約において、属を細分する際に設けられる二次ランクで、属および節の下、種の上にある属の下位区分である。列は単複および英語とラテン語で同形であり、ser. と略記される。
また、節の下には補助的なランクとして亜列（あれつ、英: subseries、羅: subseries）が置かれる。亜列は subser. と略記される。
現行の国際動物命名規約および国際原核生物命名規約では取り扱われない。
また、『国際栽培植物命名規約』における series（シリーズ）は全く異なる用語であり、通常は花色のようなひとつの形質だけで互いに異なる、所定のイデオタイプに基づく多くの栽培品種を示すために種子取引で使われる用語として扱われる。